# 薩克森的瑪麗亞·奧古斯塔
薩克森的瑪麗亞·奧古斯塔（德語：Maria Augusta von Sachsen，1782年6月21日—1863年3月14日），薩克森國王腓特烈·奧古斯特一世的獨女。
瑪麗亞·奧古斯塔終生未婚，死後葬在宮廷主教座堂。